# Wartberg im Mürztal
Wartberg im Mürztal är en ort i kommunen Sankt Barbara im Mürztal i distriktet Bruck-Mürzzuschlag i förbundslandet Steiermark i Österrike. 
Wartberg  im Mürztal var tidigare en självständig kommun, men blev 1 januari 2015 en del av nybildade kommunen Sankt Barbara im Mürztal.